# Antheraea godmani
Antheraea godmani este o specie de molie din familia Saturniidae. Este întâlnită din Mexic până în Columbia. 

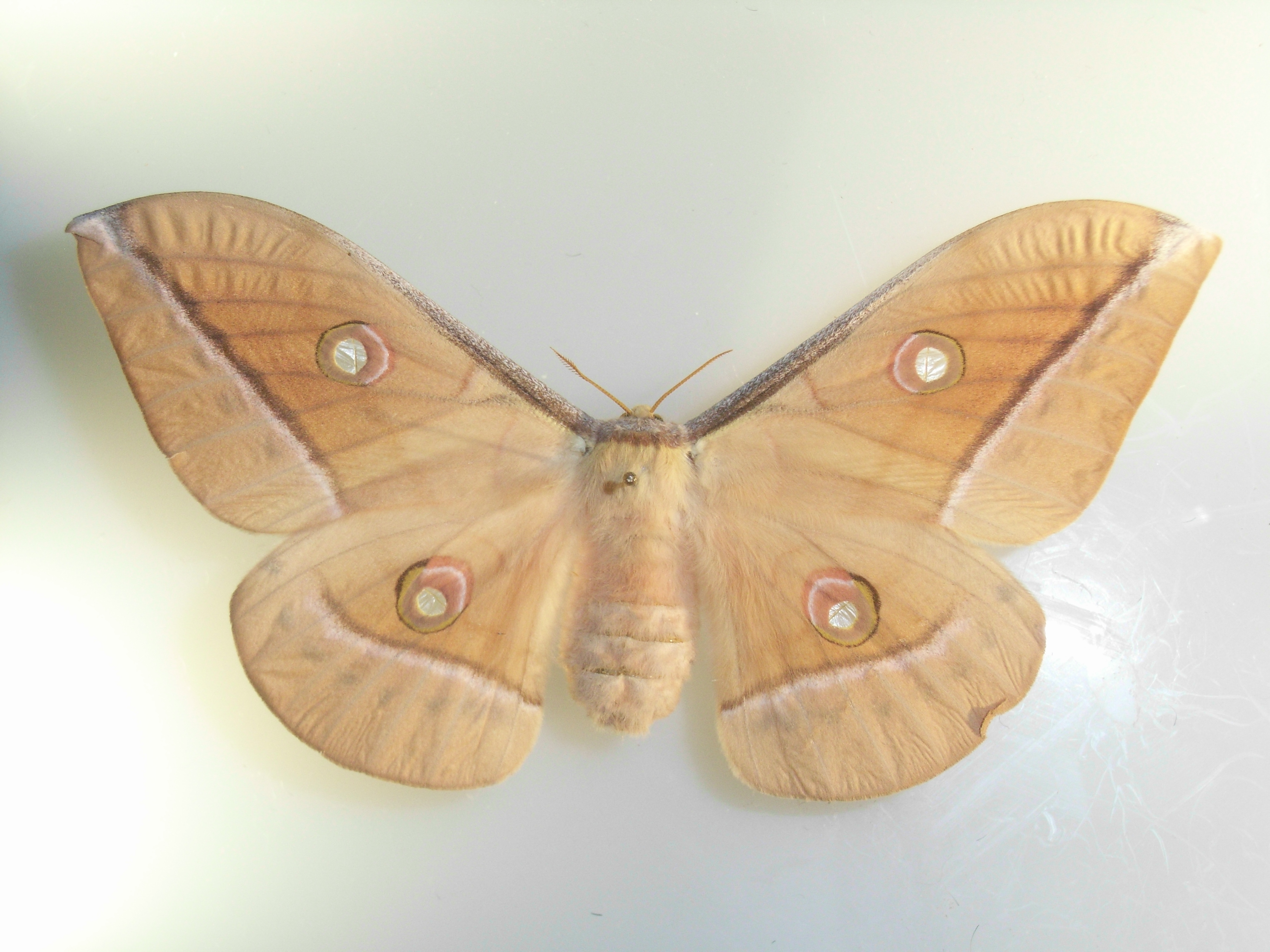